# John H. Hay Jr.

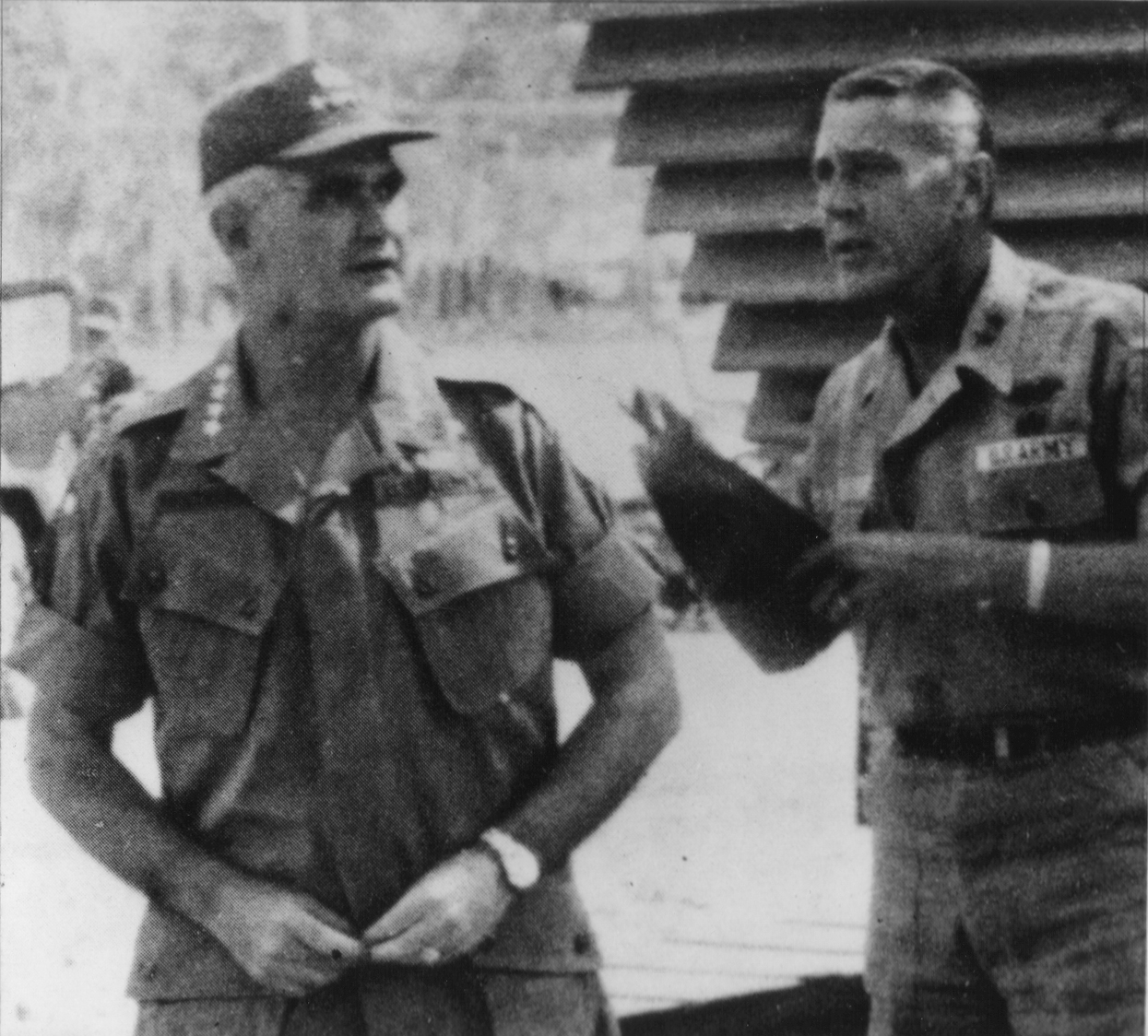
Hay (rechts) mit William Westmoreland

John Hancock Hay Jr. (* 2. Oktober 1917 in Thief River Falls, Pennington County, Minnesota; † 18. Dezember 1995) war ein Generalleutnant der United States Army.
John Hay kam über das ROTC-Programm in das Offizierscorps des US-Heeres. In der Armee durchlief er anschließend alle Offiziersränge vom Leutnant bis zum Dreisterne-General. Während des Zweiten Weltkriegs diente er in der 10. US-Gebirgsdivision unter anderem in Italien. Im Jahr 1947 war er für einige Zeit als Austauschoffizier bei den Schweizer Gebirgstruppen. In den folgenden Jahren bekleidete er verschiedene Stellungen an unterschiedlichen Militärstandorten. Von 1960 bis 1961 war er Stabschef der 101. Luftlandedivision. Daran schloss sich eine Versetzung nach Südkorea zur 8. Armee an. 
Von Januar 1967 bis Februar 1968 kommandierte er die im Vietnamkrieg eingesetzte 1. Infanteriedivision. Anschließend wurde er stellvertretender Kommandeur der Einheit II Field Force, Vietnam, einer Komponente des Military Assistance Command, Vietnam. In dieser Funktion war er an der Verteidigung der Stadt Saigon beteiligt. Nach seiner Rückkehr in die Vereinigten Staaten übernahm er unter anderem bis 1971 das Kommando über das Command and General Staff College in Fort Leavenworth. Sein letztes militärisches Kommando bekleidete er von März 1971 bis Mai 1973 als Kommandeur des XVIII. Luftlandecorps. Anschließend ging er in den Ruhestand. Er starb am 18. Dezember 1995.

## Orden und Auszeichnungen
John Hay erhielt im Lauf seiner militärischen Laufbahn unter anderem folgende Auszeichnungen:
- Distinguished Service Cross
- Army Distinguished Service Medal
- Silver Star (4-Mal)
- Legion of Merit (2-Mal)
- Distinguished Flying Cross  (4-Mal)
- Bronze Star Medal  (3-Mal)
- Air Medal
- Army Commendation Medal